# G8型柴油机车
G8型柴油机车是美国通用汽车易安迪公司（GM-EMD）专门为海外市场设计、于1954年推出的一款950马力电力传动柴油机车。

## 开发背景
1940年代，以易安迪公司推出FT型干线货运柴油机车为标志，美国铁路率先开始了大规模的牵引动力内燃化，从此美国柴油机车的研制和运用得到迅速发展。1949年，易安迪公司研制了新一代的GP7型柴油机车，为以后的干线调车机车产品线拉开了序幕。1950年代初，美国铁路内燃化达到了史无前例的高峰，当时美国柴油机车的年产量超过3000台，与此同时蒸汽机车亦正在迅速被淘汰，而在国际上内燃化浪潮已经成为各国铁路不可逆转的发展趋势。
当时世界各国仍然有逾十万台蒸汽机车尚在运用，而这些蒸汽机车亦最终会被柴油机车所取代，因此可以预见柴油机车拥有庞大的市场前景。1954年，为了与美国机车公司和通用电气公司等柴油机车制造商争夺出口市场，易安迪公司宣布推出专为出口而设计的“G”系列柴油机车产品线（“G”代表“General Purpose”，意为通用机车），首先登场的基础型号包括950马力的G8型柴油机车，以及1,425马力的G12型柴油机车。
“G”系列柴油机车除了在位于美国伊利诺伊州拉格兰奇的易安迪公司，以及旗下位于加拿大安大略省的通用汽车柴油机公司（GMD）生产之外，澳洲新南威尔士的克莱德工程公司亦获得易安迪的生产授权。作为可满足各国铁路（尤其是发展中国家）使用条件的通用型机车，G8、G12型柴油机车不仅适用于由1,000毫米窄轨到1,676毫米宽轨之间的各种轨距，而且还采用了较小的车体外形尺寸以满足各国不同的车辆限界尺寸规定，设计上亦考虑到减轻轴重以提高线路适应性，用户可以选用四轴的Bo-Bo轴式或者六轴的A1A-A1A轴式。

## 技术特点
G8型柴油机车采用单司机室、底架承载、双侧外走廊的罩式车体，车体上部自前向后分别为电气室、司机室、动力室、冷却室四部分组成。电气室内设有电气控制柜和空气制动轴重等设备。动力室内设有柴油发电机组、辅助发电机、牵引电动机通风机、空气滤清器、空气压缩机等。冷却室顶部设有散热器和冷却风扇，下方设有牵引电动机通风机、机油滤清器、机油热交换器、膨胀水箱等设备。车体中部下方吊挂着燃油箱和总风缸。走行部为两台“Flexicoil”轉向架。
动力装置为一台16气缸、二冲程、水冷式、机械增压的16-567C型柴油机，该型柴油机同样被使用于易安迪SW900型调车机车，装车功率（UIC标定功率）为975马力，主发电机输入功率为875马力。传动系统采用直—直流电传动，柴油机直接驱动一台D15型直流发电机，发出的直流电供给四台直流牵引电动机。用户可根据轨距选用相应的牵引电动机，选项包括适用于标准轨距或以上的D27型牵引电动机，或者适用于窄轨铁路且尺寸更小的D19型牵引电动机。牵引电动机采用轴悬式驱动方式，若选择4.5（63：14）的牵引齿轮传动比，对应的最高速度为100公里/小时。

## 主要用户

### 澳洲
1955年至1968年，维多利亚铁路向克莱德工程公司订购了共94台G8型柴油机车，称为维多利亚铁路T型柴油机车，机车编号为T 320～T 413，其中自1964年开始生产的车辆对车体结构和设备布置等方面进行了改进，并称之为G8B型柴油机车以便区别。该型柴油机车在投入服务初期，主要用于实现维多利亚铁路的支线线路内燃化，用来取代老旧的Y、E、D1、D4型蒸汽机车。后来，这款机车的运用范围逐步扩大维多利亚铁路的整个铁路网（以及后来的V/Line），担当旅客列车和货物列车牵引任务超过40年。

### 巴西
1957年7月至1960年10月，巴西联邦铁路向易安迪公司订购了共50台G8型柴油机车，用来加快实现米轨铁路网的牵引动力内燃化。其中，圣路易斯－特雷西纳铁路订购的4台机车采用了A1A-A1A轴式，较轻的轴重使其更适合用于线路基础较差的支线铁路，这批机车后来又被改造为标准的Bo-Bo轴式，并在巴西铁路私有化改革后转由大西洋中央铁路使用。

### 加拿大
1954年至1956年，加拿大国家铁路先后引进了两批G8型柴油机车。第一批五台机车于1954年6月交付使用，采用标准轨距转向架，最初机车编号为850～854。第二批六台机车于1956年6月至7月交付使用，采用1,067毫米（3英尺6英寸）窄轨转向架，供纽芬兰岛上的纽芬兰铁路使用。

### 古巴
1954年11月至1955年5月，古巴联合铁路向易安迪公司分两批订购了共51台G8型柴油机车。

### 埃及
埃及国家铁路分别于1956年和1960年，先后向易安迪公司订购了两批共48台G8型柴油机车，机车编号为3501～3532、3533～3548。

### 以色列
在1967年爆发的第三次中东战争期间，以色列俘获了被埃及方面遗弃的3256号机车（同时还俘获了4台G12型柴油机车），经修复后成为以色列铁路251号机车，也是以色列铁路唯一一台G8型柴油机车。这台机车在以色列铁路服务近四十年后，于2005年被美国二手铁路机车回收商NRE公司收购，同年连同另外25台G12型柴油机车运返美国并进行翻新。

### 韩国
1958年至1960年，韩国铁道向易安迪公司订购了共52台G8型柴油机车，称为韩国铁道3000型柴油机车。这批机车于1990年代陆续退役，部分机车被美国NRE公司收购并进行翻新之后，转售给智利太平洋铁路继续使用。